# Rygoryzm
Rygoryzm (z łac. rigor – sztywność) – w teologii moralnej system etyczny głoszący, że przy stosowaniu norm moralnych do konkretnych przypadków należy iść za opinią pewną lub przynajmniej prawie pewną.
Jest on pokrewny tucjoryzmowi, a także probabilioryzmowi, sprzeciwia się natomiast probabilizmowi, a zwłaszcza laksyzmowi. Był popularny wśród jansenistów, a także w XVIII-wiecznych Włoszech. Sprzeciwiał się kultowi Najświętszego Serca Jezusowego oraz miłosierdzia Bożego. Ostre spory wywołane przez rygorystów zakończyły się kompromisem zalecającym spowiednikom stawianie łagodnych wymagań.